# Døstrup Sønderjylland Station
Døstrup Sønderjylland Station er en dansk jernbanestation i Døstrup.